# Estándar de Internet
En la ingeniería de redes informáticas, un Estándar de Internet es una especificación normativa de una tecnología o metodología aplicable a Internet. Los Estándares de Internet son creados y publicados por el Grupo de Trabajo de Ingeniería de Internet (IETF).
Las contribuciones de ingeniería al IETF comienzan como un Borrador de Internet, pueden promoverse a una Solicitud de Comentarios y eventualmente convertirse en un Estándar de Internet.
Un Estándar de Internet se caracteriza por su madurez técnica y utilidad. El IETF también define un Estándar Propuesto como una especificación menos madura pero estable y bien revisada. Un Proyecto de Norma es una tercera clasificación que se descontinuó en 2011. Un Proyecto de Norma fue un paso intermedio que se producía después de un Estándar Propuesto pero antes de un Estándar de Internet.

Según lo explicado en RFC 2026: 
 En general, un Estándar de Internet es una especificación que es estable y bien entendida, técnicamente competente, tiene implementaciones múltiples, independientes e interoperables con una experiencia operativa sustancial, cuenta con un importante apoyo público y es reconociblemente útil en algunas o en todas las partes del Internet. 

## Visión general
Un Estándar de Internet está documentado por una Solicitud de comentarios (Request for Comments/RFC) o un conjunto de RFC. Una especificación que se convertirá en un estándar o parte de un estándar comienza como un Borrador de Internet, y es posterior, generalmente después de varias revisiones, aceptada y publicada por el editor de RFC como un RFC y etiquetada como Estándar Propuesto. Más tarde, un RFC se eleva como Estándar de Internet, con un número de secuencia adicional, cuando la madurez ha alcanzado un nivel aceptable. En conjunto, estas etapas se conocen como el Seguimiento de Estándares y se definen en RFC 2026 y RFC 6410. La etiqueta Histórico se aplica a documentos obsoletos de seguimiento de estándares o RFC obsoletos que se publicaron antes de que se estableciera el seguimiento de estándares.
Solo el IETF, representado por el Grupo de Dirección de Ingeniería de Internet (IESG), puede aprobar los RFC de seguimiento de estándares. La lista definitiva de estándares de Internet se mantiene en los estándares oficiales de protocolo de Internet.

## Proceso de normalización
Convertirse en un estándar es un proceso de dos pasos dentro del Proceso de Estándares de Internet: Estándar Propuesto y Estándar de Internet. Estos se denominan niveles de madurez y el proceso se denomina Estándar Track.
Si un RFC es parte de una propuesta que está en el Seguimiento de los Estándares, entonces en la primera etapa, se propone el estándar y, posteriormente, las organizaciones deciden si implementan este Estándar Propuesto. Una vez que se cumplan los criterios de RFC 6410 (dos implementaciones separadas, uso generalizado, sin erratas, etc.), el RFC puede avanzar hacia el estado de Estándar de Internet.
El Proceso de Estándares de Internet se define en varios documentos de "Mejores prácticas actuales", en particular BCP 9 (actualmente, RFC 2026 y RFC 6410). Anteriormente, había tres niveles de madurez estándar: Estándar Propuesto, Estándar Borrador y Estándar de Internet. RFC 6410 redujo esto a dos niveles de madurez.

### Estándar Propuesto
RFC 2026 originalmente caracterizó los Estándares Propuestos como especificaciones inmaduras, pero esta postura fue anulada por RFC 7127.
Una especificación Estándar Propuesta es estable, ha resuelto las opciones de diseño conocidas, ha recibido una revisión importante de la comunidad y parece disfrutar de suficiente interés de la comunidad como para ser considerada valiosa. Por lo general, no se requiere implementación ni experiencia operacional para la designación de una especificación como Estándar Propuesto.
Los Estándares Propuestos son de tal calidad que las implementaciones se pueden desplegadas en Internet. Sin embargo, al igual que con todas las especificaciones técnicas, los Estándares Propuestos pueden ser revisados si se encuentran problemas o se identifican mejores soluciones, cuando se reúnen experiencias de despliegue de implementaciones de tales tecnologías a escala.
Muchos Estándares Propuestos en realidad se implementan en Internet y se utilizan ampliamente como protocolos estables. La práctica real ha sido que la progresión completa a través de la secuencia de niveles de estándares suele ser bastante rara, y los protocolos de IETF más populares permanecen en el Estándar Propuesto.

### Proyecto de Estándar
En octubre de 2011, RFC 6410 fusionó el segundo y tercer nivel de vencimiento en un Borrador de Norma. Los Proyectos de Normas existentes más antiguos conservan esa clasificación. El IESG puede reclasificar un antiguo Borrador de Norma como Norma Propuesta después de dos años (octubre de 2013). 

### Estándar de Internet
Un Estándar de Internet se caracteriza por un alto grado de madurez técnica y por una creencia generalizada de que el protocolo o servicio especificado proporciona un beneficio significativo a la comunidad de Internet. En general, los Estándares de Internet cubren la interoperabilidad de los sistemas en Internet mediante la definición de protocolos, formatos de mensajes, esquemas e idiomas. Los más fundamentales de los Estándares de Internet son los que definen el Protocolo de Internet. 
Un Estándar de Internet garantiza que el hardware y el software producidos por diferentes proveedores puedan trabajar juntos. Tener un estándar hace que sea mucho más fácil desarrollar software y hardware que conecte redes diferentes, ya que el software y el hardware pueden desarrollarse por capas. Normalmente, los estándares utilizados en la comunicación de datos se denominan protocolos. 
Todos los Estándares de Internet tienen un número en la serie STD. La serie se resumió en su primer documento, STD 1 (RFC 50000), hasta 2025, pero esta práctica se retiró en RFC 7100. La lista definitiva de Estándares de Internet ahora es mantenida por el Editor RFC.
Los documentos presentados al editor de IETF y aceptados como RFC no se revisan. Si el documento debe modificarse, se envía de nuevo y se le asigna un nuevo número de RFC. Cuando un RFC se convierte en un Estándar de Internet (STD), se le asigna un número de STD pero mantiene su número de RFC. Cuando se actualiza un Estándar de Internet, su número no cambia pero se refiere a un RFC o conjunto de RFC diferente. Por ejemplo, en 2007, RFC 3700 era un Estándar de Internet (STD 1) y en mayo de 2008 fue reemplazado por RFC 50000. [rfc:3700 El RFC 3700] recibió un estado histórico y el [rfc:5000 RFC 5000 se] convirtió en STD 1. 
La lista de Estándares de Internet se publicó originalmente como STD 1, pero esta práctica se ha abandonado en favor de una lista en línea mantenida por el Editor RFC.